# هانا مارتينكوفا
هانا مارتينكوفا مواليد 16 سبتمبر 1985، هي لاعبة كرة يد تشيكية تلعب كظهير أيسر. مثلت منتخب التشيك لكرة اليد للسيدات. الطول: 6 أقدام 3 بوصة

## سجل المنافسة
شاركت في البطولات التالية:
- بطولة أوروبا لكرة اليد للسيدات 2012

## روابط خارجية
- هانا مارتينكوفا على موقع الاتحاد الأوروبي لكرة اليد (الإنجليزية)